# ОШ „Вук Караџић” Бачка Паланка
ОШ „Вук Караџић” у Бачкој Паланци је тренутно највећа у општини Бачка Паланка и једна од већих у Републици Србији. Налази се у улици Доситејева 3, Бачка Паланка.

## Историјат образовања и школе
Из података на званичном сајту школе сазнајемо о историјату школе и образовања у Бачкој Паланци.
Од 1702. године при Православној цркви ради школа у којој су ђаци учили букварац, чаславац и псалтирац, а први учитељи су били свештеници.
Опис школе налазимо у извештају из 1773. године, из времена школских реформи које је спровела аустријска царица Марија Терезија. Школа се налазила на земљишту које је припадало Српској Православној Цркви, где ће почетком XIX века бити подигнут Храм Светог Јована Крститеља.
Првобитна зграда школе поред учионица имала је кухињу и две собе у којима је становао учитељ. Први учитељ у Старој Паланци био је Георгије Пуљевић. Нова школска зграда сазидана је 1841. године и имала је пет учионица. Школа је имала и своју земљу у народу знану као учитељска земља која се налазила на парцелама Бичанске слатине и Павловац. Уз саму школску зграду постојала је и башта коју су ученици сами обрађивали.
Током 1878. године постојала су четири разреда школе, коју је похађало 270 ђака. Две деценије касније 1897. године наведено је да у Православној вероисповедној школи има пет одељења и то три мушка и два женска одељења. Наставни кадар чинило је пет учитеља: Коста Јанковић, Тодор Ракић, Јеврем Милошев, Ангелина Степић и Видосава Увалић.
Од 1907. године настава се у школи изводи на мађарском језику, а 1912. године школа је прешла под контролу министарства просвете Угарске. У то време школа је имала мали торањ са звоном, које је у 7 и 30 позивало ђаке у школу и звонило за почетак и крај наставе.
Између два светска рата школа је била у надлежности Министарства просвете Краљевине Срба, Хрвата и Словенаца, односно Краљевине Југославије. За време Другог светског рата, током мађарске окупације, школа је радила, а настава у четири разреда се одвијала на мађарском језику.
После завршетка Другог светског рата, школа наставља са радом, а зграда и земљиште су одузети од Српске Православне црквене општине у Бачкој Паланци. Од школске 1945/46. радила је под именом Државна народна школа, да би 1952. године променила име у Друга основна школа.
Име школе је 1954. године промењено у основна школа „Петар Драпшин“ по народном хероју и генералу Југословенске армије. У то време школа је бројала двадесет и два одељења, од којих су два била комбинована и у њима се настава изводила на словачком језику. У послератном периоду дужност директора су обаљали измеу осталих Витомир Адамов, Стеван Топалов, Александар Вратњан и Павле Јуришин.
Због повећања броја ђака део наставе се одвијао и у садашњој згради Месне заједнице „Стари град“. Шездесетих и седамдесетих година XX века овде су била одељења од првог до четвртог разреда, а у згради школе у Доситејевој улици од петог до осмог разреда.
Наставни кадар чинили су: учитељица Љубица Адамов, наставници Лазар Бороцки, Стеван Ристић, Вера и Мија Беквалац, Загорка Мишков и други. Школа је имала и одличан хор, под руководством наставника Брање Нешића, који је освајао многе награде. Ту традицију наставила је касније осамдесетих година наставница Планинка Којић.
Стара зграда школе у Доситејевој постојала је до 1979. године, када је порушена, а на њеном месту је саграђена нова. Нову зграду школе је пројектовао светски признати архитекта, паланчанин Милан Палишашки некада и сам ђак наше школе. Нова школа свечано је отворена 3. октобра 1981. године, а ученици и наставници су се уселили у модерно опремљене кабинете, као и фискултурну салу. Тада се формира још једна школа под именом „29. новембар“ и у истој згради паралелно ће радити са школом „Петар Драпшин“. При ОШ „29. новембар“ радила су истурена одељења у сремским селима Нештин и Визић. Тих осамдесетих година XX века директори су били Сава Стакић (ОШ „Петар Драпшин") и Вукашин Ивановић (ОШ „29. новембар"). Обе школе су имале велики број ђака, у генерацији и до 12 одељења, као и велики број учитеља и наставника.
ОШ "Вук Караџић" је основана 01.01.1996. год. интеграцијом две школе и то ОШ "Петар Драпшин" и "29. Новембар".

## Организација рада школе[3]
Школа у свом саставу поседује издвојена одељења у Нештину и Визићу, као и припремну предшколску групу у Нештину, а раније је било и у Визићу. Централна школа располаже са око 6200 м2 затвореног простора и око 15000 м2 отвореног простора. Око зграде се налазе спортски терени за мали фудбал, кошарку и одбојку, базен са песком за скокове, као и стаза за трчање.
У згради се користи 12 специјализованих учионица за разредну наставу и 18 кабинета за предметну наставу. Поред тога, ту су библиотека, медијатека, амфитеатар са 120 седишта, велика и мала сала за физичко васпитање, мултимедијална учионица, кухиња са трпезаријом, зубарска амбуланта, теретана.
Школа има видео надзор и школско обезбедјење. Настава се одвија у две смене, а такође у школи постоји и једна група продуженог боравка. Настава се изводи на српском језику, а словачки језик и мађарски језик се негују као изборни предмети.
Школа има своју химну.